# هر روز (فیلم ۲۰۱۰)
هر روز (به انگلیسی: Every Day) فیلمی محصول سال ۲۰۱۰ و به کارگردانی ریچارد لیواین است. در این فیلم بازیگرانی همچون لیو شرایبر، هلن هانت، کارلا گوجینو، ازرا میلر، اسکایلر فورتگنگ، دیوید هاربر، ادی ایزارد و برایان دنهی ایفای نقش کرده‌اند.